# 10 (album)
10, promo-kompilacijski album srpskog rock sastava Riblja čorba. Objavljen je 15. veljače 1987. u izdanju diskografske kuće PGP RTB. 1000 tiskanih primjeraka nije upućivano u prodaju već je podijeljeno novinarima i prijateljima sastava.

## Popis pjesama
| 1.    | »Lutka sa naslovne strane«    | 3:04 |
| 2.    | »Ostani đubre do kraja«       | 4:37 |
| 3.    | »Nazad u veliki prljavi grad« | 3:00 |
| 4.    | »Na zapadu ništa novo«        | 3:03 |
| 5.    | »Dva dinara druže«            | 4:05 |
| 6.    | »Dobro jutro«                 | 4:38 |
| 7.    | »Kad hodaš«                   | 4:00 |
| 8.    | »Pogledaj dom svoj anđele«    | 3:39 |
| 9.    | »Amsterdam«                   | 3:44 |
| 10.   | »Kada padne noć (upomoć)«     | 4:24 |
| 38:14 |                               |      |